# 中西悠綺
中西 悠綺（なかにし ゆうき、1997年2月25日 - ）は、日本の女優、歌手。ダンスボーカルユニット・GOKI-GENsのメンバー、アイドルグループ・Tokyo Cheer② Partyの元メンバー。
三重県鈴鹿市出身。Yuuki Japan所属。アイドル活動後に中国へ渡り、日本人女優として初の中国映画主演を務めた。中国・中央戯劇学院卒業。ギャルコン2021 グランプリ。

## 経歴
2008年、avexキラット☆エンタメチャレンジコンテスト・モデル部門で準グランプリ、avex kids×ニコ☆プチ公開モデルオーディションで特別賞を受賞した。
2010年、女性アイドルグループ・Tokyo Cheer② Party（）第1期メンバーとしてデビュー。結成から卒業までセンターとメインボーカルを務めた。シングル曲「いいじゃん！」はテレビ番組『ぐるぐるナインティナイン』のエンディングに使用された。
2015年、Tokyo Cheer② Partyを卒業し本格的に女優活動を開始。2017年からは国内ではなく中国で活動することを目指して、台湾に語学留学をし、その後アクション映画への出演を想定して香港でアクションや武術を学んだ。そうしたなかで、中国で俳優として活躍するには演劇大学を卒業していなければ難しいことを知り、コン・リーやチャン・ツィイーらを輩出した国立大学中央戯劇学院（北京）に入学して演劇を学んだ。大学卒業後、2022年製作の中国映画『ワンダフル旅行社』（原題：神奇旅行社）で日本人女優として初の主役に抜擢された。本作品は2022年の第14回沖縄国際映画祭、第9回京都国際映画祭で特別招待作品として上映された。
2021年、週刊ヤングジャンプ主催の「ギャルコン 2021」でグランプリを受賞した。
2023年、高橋愛率いるダンスボーカルユニット・GOKI-GENs（）に加入した。
2024年、歌謡曲リバイバルプロジェクト・Timeless Treasuresで、テレサ・テンの「時の流れに身をまかせ」「つぐない」を公式で中国語でカバー、また、松任谷由実の「冷たい雨」の中国語カバー「雙城故事」（莫文蔚）をリメイク配信した。
同年、第3回宮古島チャリティー国際映画祭で、ダブル主演映画『TSUSHIMA』がストーリー長編部門観客賞を受賞した。
同年、中国制作（日本向け）のWebショートドラマ『派遣雑務は社長様⁈』や『サレ妻が三人の婚約者に溺愛された』で主演を務めた。

## 人物
- 家族構成は父、母、弟、愛犬キング[20]。
- 幼い頃から新体操を習っており、体が柔らかい[2]。
- 三重県の私立中高一貫校を卒業した。中学2年生から高校卒業まで、三重県と東京を行き来して学業と芸能活動を両立させた[21]。
- 日・中・英のトリリンガル[15]。
- 中華圏SNSで60万人のフォロワーを持つ[15]。

## 出演

### 映画
- 劇場版 ほんとうにあった怖い話プレミアム「アイドルの宿命…。」（2012年） - 主演・中西悠綺（本人） 役（Tokyo Cheer② Partyとしての出演）
- 柳生十兵衛 世直し旅（2015年） - ヒロイン・明姫 役
- 脳漿炸裂ガール（2015年） - 生徒 役
- 兄に愛されすぎて困ってます（2017年）
- singlemom 優しい家族。 a sweet family（2018年） - あおい 役
- 僕が君の耳になる（2021年） - 原玲奈 役[22]
- ある家族（2021年）[注釈 1] - 柴田悠里 役
- ワンダフル旅行社（原題：神奇旅行社）（2022年、中国）- 主演・中村理香 役[10]
- 月下香（2022年）- 藤堂麗香 役[23]
- TSUSHIMA（2023年）[注釈 2] - 主演・佐藤由里子 役[24]
- 死に損なった男（2025年）[25]

### 舞台
- アリスインプロジェクト『アリスインクロノパラドックス』（2011年、シアターグリーン BOX in BOX THEATER） - 極楽寺雪美 役
- アリスインプロジェクト『まなつの銀河に雪のふるほし』（2012年、六行会ホール） - 春野弥生 役
- 舞台「ハイスクール歌劇団☆男組」（2012年、天王洲 銀河劇場） - 西島朋絵 役
- 灰とダイヤモンド（2013年、ワーサルシアター八幡山劇場） - トパーズ 役
- 朗読劇 しっぽのなかまたち 2（2013年、恵比寿・エコー劇場） - のぞみ、小春、不二子 役
- おかあちゃん 〜コシノアヤコ物語（2014年、岸和田市立浪切ホール〈大阪公演〉 / Zeppブルーシアター六本木〈東京公演〉） - 三女 コシノミチコ 役[26]
- 桜の森の満開の下（2015年、中目黒キンケロ・シアター） - トジコ 役
- 劇団たいしゅう小説家 Present's『湯もみガールズ 2015ver』（2015年、萬劇場） - 主演・つきこ 役
- 遠き夏の日（2015年、ザムザ阿佐谷） - 主演・中原房江 役[26]
- 学園探偵 薔薇戦士（2015年、シアターKASSAI） - 主演・紅乃木杏奈 役[26][27]
- 放課後探偵 薔薇戦士（2016年、シアターグリーン BIG TREE THEATER） - 主演・紅乃木杏奈 役[26][27]
- 劇団た組。番外公演『劇じゃない火星人のはなしのヤツ』（2017年、LIVESTAGE hodgepodge）[28]
- 加藤啓アワー『オレ、産まれたぞ！』（2022年、駅前劇場）[29]

### テレビドラマ
- ハイスクール歌劇団☆男組（2012年10月6日、TBS） - 西島朋恵 役
- お助け屋☆陣八 第11話（2013年3月21日、読売テレビ） - 瞳 役
- 水曜ミステリー9『トカゲの女 警視庁特殊犯罪バイク班』（2014年11月26日、テレビ東京） - 山本友美 役
- サムライせんせい（2015年10月 - 12月、テレビ朝日） - メイド 役
- 私 結婚できないんじゃなくて、しないんです（2016年4月 - 6月、TBS） - 生徒 役
- BSよしもと開局記念ドラマ『ファーストステップ〜世界をつなぐ愛のしるし』（2022年3月27日、BSよしもと）
- あなたはだんだん欲しくなる 第1話（2022年7月7日、BS-TBS） – 橘美咲 役
- デブとラブと過ちと！（2022年11月 - 12月、TOKYO MX） - 前園梨香子 役
- 何かおかしい2 第3話（2023年4月19日、テレビ東京） - トモ 役

### 配信ドラマ
- Jimmy〜アホみたいなホンマの話〜（2018年、Netflix）

### Webドラマ
- 派遣雑務は社長様⁈（2024年、TopShort） - 主演・佐藤千夏 役[16]
- ヒロインになりたくて / 恋にうつつ（2024年、YouTube） - 主演・日向琴子 役[30][31]
- サレ妻が三人の婚約者に溺愛された（2024年、DramaBox ほか） - 主演・天海晴華 役[19]
- 酒カス女（2024年、TikTok ほか） - 主演・佐伯美香 役
- 熟年婚ラプソディ（2025年、DramaBox） - 桜美 役[32]
- 愛と罰（2025年、Helo） - 佐々木綾音 役[33]

### バラエティ
- 痛快TV スカッとジャパン（フジテレビ）
- MUSIC JAPAN ANNEX（NHK総合）
- ミュージックドラゴン（日本テレビ）
- 新進気鋭 Up-and-coming（日本テレビ）
- 世界の怖い夜! スゴイの撮れちゃったSP（TBS）
- アイドルお宝くじ（テレビ朝日）
- Girls Pop'n Party（千葉テレビ）
- 即興！電影劇団（テレビ埼玉）
- 中西悠綺の鈴鹿へGO!（J SPORTS）
- スマホにゃハートアイドル スマホちゃん（NOTTV1）
- アイフェス★すぺ!IDOLFESTIVAL（NOTTV3）
- ニュース情報番組Mieライブ（三重テレビ） - コメンテーター、不定期
- シェイクスピア・ラン（BS松竹東急）
- 発見！中国14億人の食の世界（2022年、BSよしもと）
- 巡って発見！ぶらり中国周遊紀（2023年 - 2024年、BSよしもと） - アシスタントMC

### 中国のテレビ番組
- 东京樱花攻略（2020年） - 主演
- ドキュメンタリー番組 「2020 东京 春」（2020年）[34]
- 四川フェスTV（2020年）
- 日本旅游指南（2021年、Wechatチャンネル）
- TOYOTA×日本旅游指南（2021年、Wechatチャンネル）

### ラジオ
- Tokyo Cheer② Party Season2（文化放送 超!A&G+）
- チアチアワールドへウエルカム（エフエム富士）
- ガムシャラジオ（Bay FM）
- ラジオがいいじゃん（Bay FM）
- うまし国！三重 〜Riding New Waves〜（FM三重）
- 私達、Tokyo Cheer② Partyです、ハイ！〜スカイツリーからチアチア（WALLOP）
- 龍角散プレゼンツ 志の輔ラジオ 落語DEデート（2024年、文化放送）[35]

### CM・広告
- タカラレーベン
- 愛知クエスト イメージガール
- 聖闘士星矢ライジングコスモ
- ケンタッキーフライドチキン
- ロフト（中国向け）
- マツモトキヨシ（中国向け）
- 小林製薬（中国向け）
- 紹興酒ジャパン

PR
- 国土交通省 北勢国道事務所 北勢バイパス（2025年）[36]
- 鈴鹿さくら祭り2015・2025（2015年・2025年） - PR大使

### ミュージックビデオ
- MINMI「GIFT (feat. CHEHON)」（2022年）[37]

## 作品

### デジタル写真集
- ギャルコン2021写真集「全国美少女発見グラビア」（2021年9月30日、集英社、撮影：西村康）[注釈 3]